# مانداس
مانداس، (بالإنجليزية: Mandas)‏، هي بلدية، في مقاطعة جنوب سردينيا في منطقة سردينيا الإيطالية، وتقع على بعد حوالي 50 كيلومترا (31 ميل) إلى الشمال من كالياري. اعتبارا من 31 ديسمبر 2004 ، كان عدد سكانها 2401 وتبلغ مساحتها 45.0 كيلومتر مربع (17.4 ميل مربع).

## السكان
في سنة 1861 بلغ عدد السكان 2٬340 نسمة، وتطور العدد ليصل في سنة 2011 لـ 2٬238 نسمة.
يظهر هذا المخطط البياني تطور النمو السكاني لـ مانداس